# ميستيريو
ميستيريو (بالإنجليزية:Mysterio) شخصية خيالة شريرة ظهر لأول مره في عام 1964 في القصص المصورة التي نشرتها شركة مارفيل كومكس بجانب بطل السلسلة الرجل العنكبوت.